# Humban-nikasz I
Humban-nikasz I (w źródłach asyryjskich i babilońskich Ummanigasz) – król Elamu w latach 743–717 p.n.e., syn i następca Humban-tahraha. 
Według jednej z zachowanych kronik babilońskich objąć on miał tron Elamu w piątym roku panowania babilońskiego króla Nabu-nasira, a umrzeć w piątym roku panowania babilońskiego króla Marduk-apla-iddiny II, rządząc w sumie Elamem przez 26 lat. Nie są znane żadne źródła elamickie z czasów jego panowania, ale ta sama babilońska kronika stwierdza, iż pokonać miał on w 720 roku p.n.e. asyryjskiego króla Sargona II w bitwie pod Der:
„W drugim roku (panowania) Marduk-apla-iddiny (II) Ummanigasz (tj. Humban-nikasz I), król Elamu, stoczył bitwę z Sargonem (II) w okolicach (miasta) Der. Zmusił Asyryjczyków do wycofania się i sprowadził na nich druzgocącą porażkę”
Po śmierci Humban-nikasza I tron Elamu objął jego siostrzeniec Szutruk-Nahhunte II.